# Bazar de Kachan

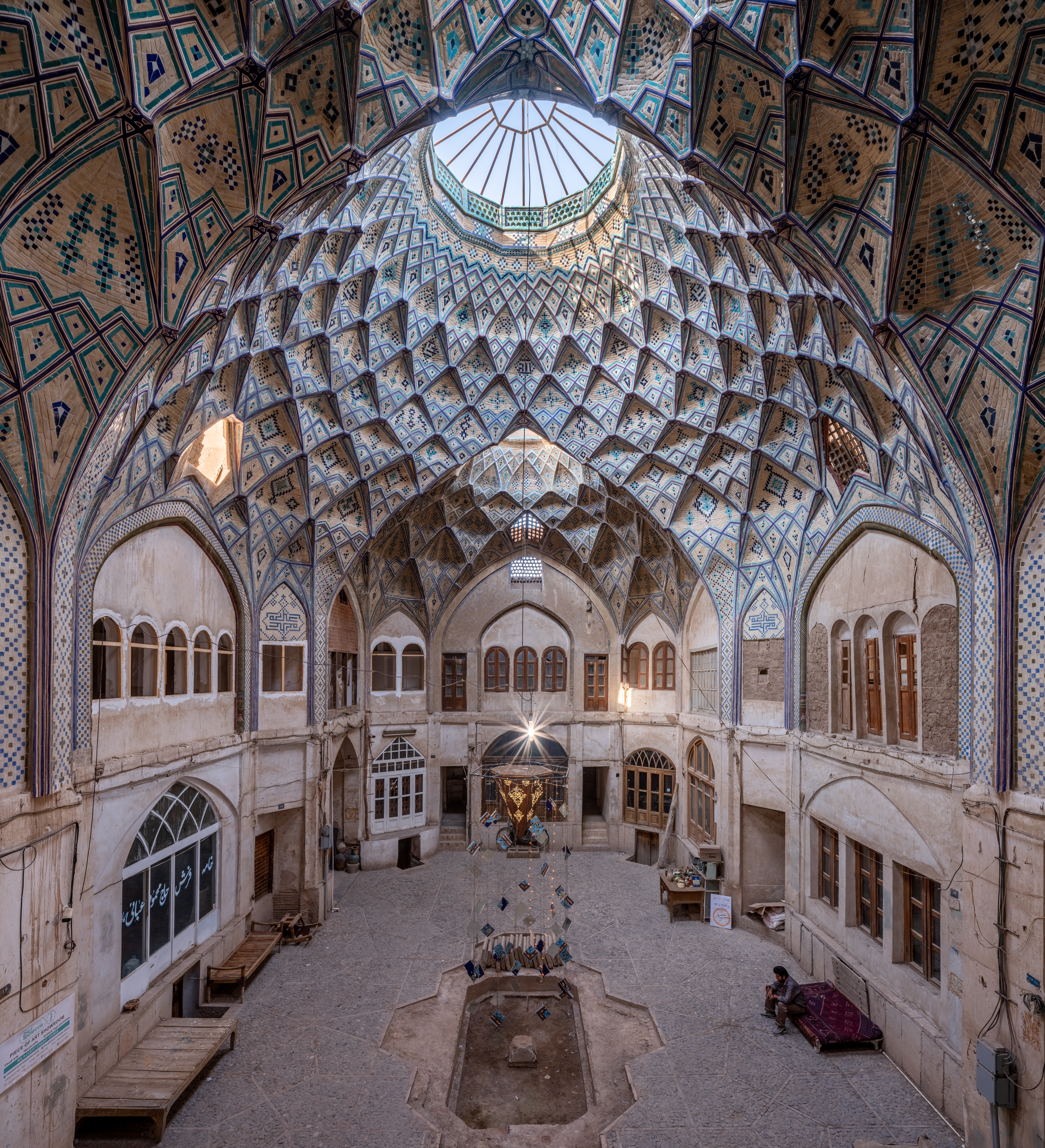
Le caravansérail bakhshi dans le bazar de Kachan. Aout 2020.

Puits de lumière du caravansérail du bazar de Kachan. Août 2020.

Le bazar de Kachan (en persan : بازار کاشان / Bâzâr-e Kâšân) est le bazar principal de la ville de Kachan, dans la province d'Ispahan en Iran. 
Situé dans le centre historique de la ville, il a probablement été construit lors de la  période seldjoukide, avec des rénovations au cours de la  période safavide. 
L'architecture du bazar de Kashan est particulièrement reconnue, notamment sa section Timche-ye Amin od-Dowleh, où un grand puits de lumière a été construit au XIXe siècle. Le bazar, dont les passages couvrent quelques kilomètres de longueur, est encore utilisé aujourd'hui. Son complexe abrite plusieurs mosquées et madreseh, des tombeaux, caravansérails, des arcades, des bains et des réservoirs d'eau.